# Yoya Wursch
Maria Áurea Duarte Barbosa (21 de julio de 1950, Río de Janeiro), conocida como Yoya Wursch, es una guionista de cine y televisión brasileña. 

## Biografía
Nacida el 21 de julio de 1950 en Río de Janeiro (Brasil), con el nombre de Maria Áurea Duarte Barbosa, sus primeros trabajos en cine estuvieron ligados al director Lael Rodrigues. Los guiones de Bete Balanço (1984) y Rock Estrela (1986), sus dos primeras películas, los escribió junto a Rodrigues y el de Rádio Pirata (1987) por su cuenta. Tiempo después trabajó para el grupo cómico Os Trapalhões, que la llevó a escribir durante un tiempo películas más infantiles. Para la televisión escribió varias telenovelas y colaboró con figuras como Xuxa, participando con un grupo de escritores en la elaboración del guion de una de sus películas, Lua de Cristal (1990), dirigida por Tizuka Yamasaki.

## Filmografía
- Bete Balanço (1984)
- Rock Estrela (1986)
- O Bebê (1987)
- Rádio Pirata (1987)
- Mistério no Colégio Brasil (1988)
- Os heróis Trapalhões - Uma Aventura na Selva (1988)
- Sonho de Verão (1990)
- Lua de Cristal (1990)
- Gaúcho Negro (1991)
- Copacabana (2001)
- Espelho d'Água - Uma Viagem no Rio São Francisco (2004)

## Telenovelas
- Você Decide (número de episodios desconocidos, 1992)
- Dona Anja (1996)
- Colégio Brasil (1996)
- Mandacaru (1997)
- Metamorphoses" (2004)
- Dance, Dance, Dance (23 episodios, 2007)
- Vende-se Um Véu de Noiva" (1 episodio, 2009)